# Iglesia de San Juan de Dios (Lecce)
La iglesia de San Giovanni di Dio o Santa Maria della Pace, junto con el convento adyacente de los Fatebenefratelli, es un conjunto arquitectónico en Lecce. Fue reconstruido por Mauro Manieri entre 1738 y 1742. Se encuentra en la céntrica Via Giuseppe Palmieri.

## Descripción

### Exterior
La iglesia presenta una fachada sobria, caracterizada por el movimiento de la superficie del muro generado por el retroceso de los dos cuerpos laterales y por la articulación en dos órdenes superpuestos, divididos por un robusto marco de hileras de cuerdas y concluidos por una terminación de líneas mixtas con flexiones. El primer orden, marcado por pilastras, presenta una gran portada de entrada sobre la que se posicionaba el escudo heráldico de la orden religiosa. El segundo orden, unido al primero por volutas emplumadas, alberga una ventana central. 

### Interior
El interior tiene una nave alta de planta rectangular atravesada, en los muros perimetrales, por pilastras corintias lisas salpicadas por dos capillas cortas. La cubierta es de bóvedas de lunetos con ligeros revestimientos de estuco. Los altares, todos de piedra de Lecce, cuentan con elaboradas máquinas con columnas retorcidas. El lienzo más importante es el del altar mayor que representa la Visión de San Juan de Dios, obra de Bonaventura Manieri, hija y hermana de los arquitectos Mauro y Emanuele. 
Además, en el interior de la iglesia se encontraban algunas estatuas de papel maché de principios del siglo XX, hoy conservadas en una sala del Castillo de Carlos V, excepto la que representa a la Virgen Orante, que aún se exhibe en la iglesia. Fue adoptado por el liceo Antonio Galateo de Lecce (Le) en 2010 y 2012 con el proyecto "Adopta un monumento".